# Nyíregyházi egyházmegye
A Nyíregyházi egyházmegye (latinul: Eparchia Nyiregyhazana) egy magyarországi görögkatolikus egyházmegye. Ferenc pápa 2015. március 19-én alapította a Magyarországi Sajátjogú Metropolitai Egyház részeként. Ezzel egy időben hozta létre a Hajdúdorogi főegyházmegyét, valamint a Miskolci egyházmegyét. Ugyanezen rendelkezésével Metropolitai Egyház alá rendelve Nyíregyháza székhellyel, Szabolcs-Szatmár-Bereg megye közigazgatási területével megegyezően alapította meg a Nyíregyházi egyházmegyét.

## Történelem
Ferenc pápa 2015. március 19-én a Hajdúdorogi egyházmegye Szabolcs-Szatmár-Bereg megyében lévő parókiáit az egyházmegyéről leválasztva létrehozta a Nyíregyházi egyházmegyét, melynek székhelye Nyíregyháza, székesegyháza pedig a Szent Miklós görögkatolikus székesegyház. Az egyházmegye vezetését apostoli adminisztrátorként ideiglenesen Orosz Atanáz miskolci püspökre bízta. A Szabolcs-Szatmár-Bereg megyei parókiákon szolgáló lelkipásztorok automatikusan átkerültek (inkardinálódtak) az új egyházmegyébe. Ferenc pápa 2015. október 31-én Főtisztelendő Szocska Ábel bazilita szerzetest, a Miskolci egyházmegye első helynökét a Nyíregyházi egyházmegye „sede vacante” apostoli adminisztrátorává nevezte ki, püspöki karakter nélkül, de a Hierarchák Tanácsában való részvételi joggal.

### Alapító bullájának magyar fordítása
FERENC PÜSPÖK, ISTEN SZOLGÁINAK SZOLGÁJA
a dolgok örök emlékezetéül.
A Magyarországon élő bizánci szertartású krisztushívők lelki java és kormányzása előmozdítása érdekében szükségesnek látszik számukra eparchiát alapítani. Miután meghallgattuk tiszteletreméltó testvérünket, a Keleti Egyházak Kongregációja bíboros- prefektusát a következőket határoztuk el. A Hajdúdorogi Érsek joghatósága alatt álló területekből kihasítva azokat, melyek megegyeznek Szabolcs-Szatmár-Bereg közigazgatási területével, legfőbb apostoli hatalmunknál fogva megalapítjuk a Nyíregyházi Eparchiát, minden jogával és kötelezettségével, azt a Hajdúdorogi Metropolitai Egyház alá rendeljük, székhelyét Nyíregyháza városába helyezzük, székesegyházának pedig a Szent Miklós, mürai püspök tiszteletére épült templomot rendeljük. A Hajdúdorogi Főegyházmegye minden, a fent nevezett terület parókiáin szolgáló papja az új eparchiába inkardinálódik. Hasonlóképpen az ugyanazon terület parókiáiból származó papnövendékek az új egyházkormányzati egységhez tartoznak. Felépítése és adminisztrációja feleljen meg a Keleti Egyházak Törvénykönyve normáinak. Amit megparancsolunk, hajtassék végre, a végrehajtásról pedig készüljenek el az ilyenkor szokásos okmányok, s küldessenek el a Keleti Egyházak Kongregációjához. Azt akarjuk, hogy ezen Apostoli Konstitúció most hatályba lépjen és a jövőben hatályban maradjon, minden ellenkező dolog ellenére.

Kelt Rómában, Szent Péternél, március hó tizenkilencedik napján, Szent Józsefnek, a Boldogságos Szűz Mária jegyesének és az Egyetemes Egyház patrónusának főünnepén, az Úr kétezer-tizenötödik esztendejében, pápaságunk harmadik évében.
2018. április 7-én Ferenc pápa Szocska A. Ábelt kinevezte a Nyíregyházi egyházmegye első megyéspüspökévé.

## Egyházközségek
- Ajaki görögkatolikus egyházközség
- Anarcsi görögkatolikus egyházközség
- Aranyosapáti görögkatolikus egyházközség
- Baktalórántházi görögkatolikus egyházközség
- Balkányi görögkatolikus egyházközség
- Balsai görögkatolikus egyházközség
- Bátorligeti görögkatolikus egyházközség
- Beregdaróci görögkatolikus egyházközség
- Biri görögkatolikus egyházközség
- Bökönyi görögkatolikus egyházközség
- Buji görögkatolikus egyházközség
- Csegöldi görögkatolikus egyházközség
- Csengeri görögkatolikus egyházközség
- Csengerújfalui görögkatolikus egyházközség
- Demecseri görögkatolikus egyházközség
- Érpataki görögkatolikus egyházközség
- Fábiánházi görögkatolikus egyházközség
- Fehérgyarmati görögkatolikus egyházközség
- Gávavencsellői görögkatolikus egyházközség
- Hodászi görögkatolikus egyházközség
- Hodászi cigány görögkatolikus egyházközség
- Jánkmajtisi görögkatolikus egyházközség
- Kállósemjéni görögkatolikus egyházközség
- Kálmánházi görögkatolikus egyházközség
- Kántorjánosi görögkatolikus egyházközség
- Kántorjánosi cigány görögkatolikus egyházközség
- Kislétai görögkatolikus egyházközség
- Kisvárdai görögkatolikus egyházközség
- Kótaji görögkatolikus egyházközség
- Kölcsei görögkatolikus egyházközség
- Leveleki görögkatolikus egyházközség
- Mándoki görögkatolikus egyházközség
- Máriapócsi görögkatolikus egyházközség
- Mátészalkai görögkatolikus egyházközség
- Mezőladányi görögkatolikus egyházközség
- Nagydobosi görögkatolikus egyházközség
- Nagyhalászi görögkatolikus egyházközség
- Nagykállói görögkatolikus egyházközség
- Napkori görögkatolikus egyházközség
- Nyírbátori görögkatolikus egyházközség
- Nyírbélteki görögkatolikus egyházközség
- Nyírbogáti görögkatolikus egyházközség
- Nyírcsaholyi görögkatolikus egyházközség
- Nyírcsászári görögkatolikus egyházközség
- Nyíregyháza-belvárosi görögkatolikus egyházközség
- Nyíregyháza-borbányai görögkatolikus egyházközség
- Nyíregyháza-huszártelepi görögkatolikus egyházközség (szervezőlelkészség)
- Nyíregyháza-jósavárosi görögkatolikus egyházközség
- Nyíregyháza-kertvárosi görögkatolikus egyházközség
- Nyíregyháza-nyírszőlősi görögkatolikus egyházközség
- Nyíregyháza-orosi görögkatolikus egyházközség
- Nyíregyháza-örökösföldi görögkatolikus egyházközség
- Nyíregyháza-rozsrétszőlői görögkatolikus egyházközség
- Nyíregyháza-sóstóhegyi görögkatolikus egyházközség
- Nyírgelsei görögkatolikus egyházközség
- Nyírgyulaji görögkatolikus egyházközség
- Nyírkarászi görögkatolikus egyházközség
- Nyírkátai görögkatolikus egyházközség
- Nyírlövői görögkatolikus egyházközség
- Nyírlugosi görögkatolikus egyházközség
- Nyírmadai görögkatolikus egyházközség
- Nyírparasznyai görögkatolikus egyházközség
- Nyírpazonyi görögkatolikus egyházközség
- Nyírtassi görögkatolikus egyházközség
- Nyírtelki görögkatolikus egyházközség
- Nyírtéti görögkatolikus egyházközség
- Nyírturai görögkatolikus egyházközség
- Nyírvasvári görögkatolikus egyházközség
- Ópályi görögkatolikus egyházközség
- Pátyodi görögkatolikus egyházközség
- Penészleki görögkatolikus egyházközség
- Petneházi görögkatolikus egyházközség
- Piricsei görögkatolikus egyházközség
- Porcsalmi görögkatolikus egyházközség
- Rozsályi görögkatolikus egyházközség
- Sényői görögkatolikus egyházközség
- Szabolcsveresmarti görögkatolikus egyházközség
- Szakolyi görögkatolikus egyházközség
- Tímári görögkatolikus egyházközség
- Tiszaeszlári görögkatolikus egyházközség
- Tiszavasvári görögkatolikus egyházközség
- Tornyospálci görögkatolikus egyházközség
- Újfehértói görögkatolikus egyházközség
- Vásárosnaményi görögkatolikus egyházközség
- Záhonyi görögkatolikus egyházközség

## Szervezet

### Az egyházmegyében szolgálatot teljesítő püspökök
| Fénykép | Név, beosztás     | Születési helye, ideje                     | Kinevezés dátuma |
| ------- | ----------------- | ------------------------------------------ | --- |
|         | Szocska Ábel OSBM | Nagyszőlős, 1972. szeptember 24. (52 éves) | 2015. október 31-től: nyíregyházi „sede vacante” apostoli adminisztrátor 2018. április 7-től: nyíregyházi megyés püspök |

#### Korábbi püspökök
| Fénykép | Név, beosztás                | Születési helye, ideje                 | Kinevezés dátuma |
| ------- | ---------------------------- | -------------------------------------- | --- |
|         | Orosz Atanáz miskolci püspök | Nyíregyháza, 1960. május 11. (64 éves) | miskolci apostoli adminisztrátornak kinevezve: 2011. május 5. miskolci püspök és nyíregyházi apostoli kormányzó: 2015. március 20. A nyíregyházi apostoli kormányzóság alól felmentve: 2015. október 31. |